# 瓦夫尔地区班维尔
瓦夫尔地区班维尔（法語：Boinville-en-Woëvre，法語發音：[bwɛ̃vil ɑ̃ wavʁ]）是法国默兹省的一个市镇，属于凡尔登区。

## 地理
瓦夫尔地区班维尔（49°11'7"N, 5°40'21"E）面积5.65 平方千米，位于法国大東部大區默兹省，该省份为法国西北部内陆省份，北与比利时接壤，西接马恩省和阿登省，南至上马恩省和孚日省，东临默尔特-摩泽尔省。
与瓦夫尔地区班维尔接壤的市镇（或旧市镇、城区）包括：瓦尔克、比济-达尔蒙、居桑维尔、拉内尔、瓦夫尔地区鲁夫尔。

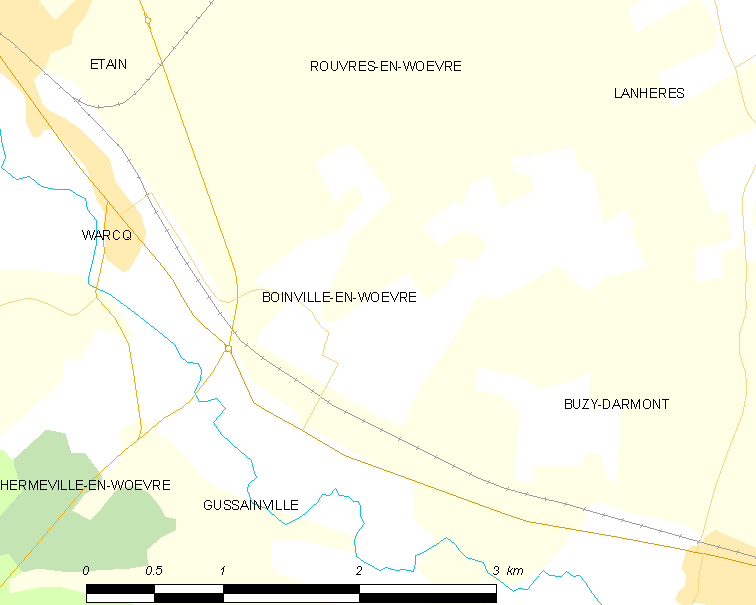
瓦夫尔地区班维尔的OSM定位图

瓦夫尔地区班维尔的时区为UTC+01:00、UTC+02:00（夏令时）。

## 行政
瓦夫尔地区班维尔的邮政编码为55400，INSEE市镇编码为55057。

## 政治
瓦夫尔地区班维尔所属的省级选区为埃坦县。

## 人口

1962-2008年间瓦夫尔地区班维尔人口变化图示

瓦夫尔地区班维尔于2022年1月1日时的人口数量为77人。